# Magritte
Magritte (francouzsky Magritte du cinéma) je belgické filmové ocenění, které se uděluje každoročně od roku 2011 v Bruselu. Oceňuje filmové profesionály v různých kategoriích a také nejlepší frankofonní belgickou filmovou produkci. Cena nese jméno belgického surrealistického malíře Reného Magritta.

## Historie
V roce 2010 byla založena Académie André-Delvaux. Založily ji Union des producteurs de films francophones (Unie frankofonních filmových producentů) a asociace autorů Pro Spère. Akademie André-Delvaux má od samého počátku oceňovat úspěchy v kinematografii jako belgický ekvivalent francouzských Césarů nebo amerických Oscarů. Od zrušení ceny Josepha Plateau v roce 2007 jiná filmová cena v Belgii neexistovala.
Akademie se skládá z více než 650 členů z různých filmových profesí, z nichž drtivá většina pochází z Belgie. Akademie nicméně přijímá i filmové profesionály z celého světa.
První slavnostní předávání cen Magritte se konalo dne 5. května 2011.
Cena Magritte nahradila cenu Josepha Plateaua udělovaná v letech 1985 až 2006. Původně bylo stanoveno 20 cen Magritte, později přibyly dvě. V roce 2012 byla cena pro nejlepší koprodukci byla rozdělena na dvě části: nejlepší vlámský koprodukční film a nejlepší zahraniční koprodukční film. Správní rada Akademie André Delvauxe uděluje čestnou cenu Magritte osobnosti belgické nebo mezinárodní kinematografie. Uděluje se také cena veřejnosti na základě hlasování uspořádaného mezi veřejností. V roce 2013 se cena publika, dříve udělovaná populární osobnosti, stala cenou za filmový debut. V roce 2016 byla kategorie za nejlepší krátký film rozdělena na dvě části: nejlepší hraný krátký film a nejlepší animovaný krátký film.
Od 8. ročníku v roce 2018 zajišťuje produkci a vysílání ceremoniálu RTBF.
V říjnu 2020 Akademie André Delvaux oznámila zrušení ročníku ceremoniálu v roce 2021 kvůli pandemii Covid-19 a nedostatku podpory ze strany soukromých partnerů. Belgické filmy uvedené v roce 2020 proto mohly soutěžit v ročníku 2022 spolu s filmy uvedenými v roce 2021.

## Trofej
Trofej je inspirována plakátem, který surrealistický malíř vytvořil v roce 1958 pro filmový festival. Představuje postavu s dlouhým nosem a špičatým kloboukem na kulovém podstavci. Jejím autorem je belgický designér Xavier Lust. Trofej je vyrobena pomocí 3D tiskárny z průhledné epoxidové pryskyřice. Chromování na povrchu ceně dodává stříbrný vzhled.
Každý rok se vyrobí 22 podepsaných a očíslovaných kopií, které se vítězům předají na slavnostním ceremoniálu. V roce 2020 byla u příležitosti desátého ceremoniálu vytvořena čestná trofej se zlatou povrchovou úpravou, kterou získala Monica Bellucciová.

## Způsob hlasování
Postup hlasování pro filmové ceny Magritte se liší od postupu platného pro ceny César. Voliči rozhodují ve dvou kolech hlasování. V prvním kole se sestaví nominace podle většinového počtu jmen navržených v každé kategorii (minimálně tři), ve druhém se volí vítězové. Hlasujících je přibližně 780.
Seznamy, z nichž hlasují členové Akademie André Delvauxe, sestavuje správní rada Akademie. Nominováni může být každý Belgičan (nebo osoba s trvalým pobytem v Belgii po dobu 5 let), který se podílel na jednom z filmů zařazených do soutěže. Soutěžní filmy jsou ty, které měly v kinech premiéru alespoň jeden týden mezi 15. říjnem předchozího roku a 15. říjnem aktuálního roku.

## Přehled kategorií
- Nejlepší film (Meilleur film) – od roku 2011
- Nejlepší režie (Meilleure réalisation) – od roku 2011
- Nejlepší vlámský film (Meilleur film flamand) – od roku 2012
- Nejlepší zahraniční koprodukční film (Meilleur film étranger en coproduction) – od roku 2012 (původně nejlepší koprodukce)
- Nejlepší herec (Meilleur acteur) – od roku 2011
- Nejlepší herečka (Meilleure actrice) – od roku 2011
- Nejlepší herec ve vedlejší roli (Meilleur acteur dans un second rôle) – od roku 2011
- Nejlepší herečka ve vedlejší roli (Meilleure actrice dans un second rôle) – od roku 2011
- Nejslibnější herec (Meilleur espoir masculin) – od roku 2011
- Nejslibnější herečka (Meilleur espoir féminin) – od roku 2011
- Nejlepší původní scénář nebo adaptace (Meilleur scénario original ou adaptation) – od roku 2011
- Nejlepší výprava (Meilleurs décors) – od roku 2011
- Nejlepší kostýmy (Meilleurs costumes) – od roku 2011
- Nejlepší kamera (Meilleure image) – od roku 2011
- Nejlepší střih (Meilleur montage) – od roku 2011
- Nejlepší zvuk (Meilleur son) – od roku 2011
- Nejlepší původní hudba (Meilleure musique originale) – od roku 2011
- Nejlepší krátký hraný film (Meilleur court métrage de fiction) – od roku 2016
- Nejlepší krátký animovaný film (Meilleur court métrage d'animation) – od roku 2016 (původně nejlepší krátký film)
- Nejlepší celovečerní dokumentární film (Meilleur long métrage documentaire) – od roku 2011
- Nejlepší krátký dokumentární film (Meilleur court métrage documentaire) – od roku 2022
- Čestný Magritte (Magritte d'honneur) – od roku 2011
- Magritte za filmový debut (Magritte du premier film) – od roku 2013 (původně cena diváků)